# Пожар в средней школе в Якутии
Пожар в сельской школе начался 7 апреля 2003 года в селе Сыдыбыл (Вилюйский район, Якутия). В результате погибли 22 ребёнка и еще 39 человек получили различные травмы и ожоги.

## Ход событий
Пожар начался в сельской школе примерно в 9 утра в понедельник, когда в классах шёл первый урок. По данным МЧС России, в это время в школе было 111 учеников, 6 преподавателей и 3 технических работника. Все они находились на втором этаже деревянного здания. Учителя и старшеклассники пытались организовать эвакуацию детей по наружной пожарной лестнице, но для этого надо было забраться на чердак, а пламя уже охватило второй этаж двухэтажной школы. Выбивая окна, детей выбрасывали на улицу. Увидев пламя, к зданию сбежались местные жители. Родители пытались прорваться сквозь огонь и вытащить своих детей. Тем более что помощи ждать было неоткуда: своей бригады пожарных в посёлке нет, а ждать приезда из райцентра пришлось долго – расстояние между селом и городом Вилюйском около 29 км. Когда 15 пожарных приехали к горящей школе, спасать людей было уже поздно. Только через четыре часа сгоревший деревянный дом удалось потушить, после чего пожарные вынесли оттуда тела детей. Восемь старшеклассников погибли, спасая малышей из огня и не успев выбраться из горящей школы.
На место происшествия из Якутска срочно вылетели бригады медицины катастроф и группа специалистов-медиков: травматолог, нейрохирург, психотерапевт, специалисты ожогового центра.

## Расследование
Двухэтажное деревянное здание школы сгорело полностью. Причиной пожара, вероятнее всего, стала неисправная электропроводка. Заместитель начальника республиканского Управления противопожарной охраны Гавриил Фёдоров сообщил, что в пользу этой версии свидетельствует быстрота распространения пожара по всему двухэтажному зданию школы. Кроме того, эта версия объясняет и большое количество пострадавших, у которых просто не было времени, чтобы выбраться из горящего здания. Как рассказали в УГПС республики, здание не соответствовало целому ряду норм противопожарной безопасности. Школа дважды проходила проверку на противопожарную безопасность. При этом в августе 2001 года здание не соответствовало нормам УГПС по восьми пунктам, а в ноябре 2002 года – по трём.
Прокурор Вилюйского района Иван Сергеев возбудил уголовное дело по факту пожара по статье 219 УК РФ, ч. 2 «Нарушение правил пожарной безопасности, повлёкшее по неосторожности смерть человека». Дело взято под личный контроль Генпрокуратуры РФ.
Директора Станислава Иванова суд признал виновным в преступлениях, предусмотренных статьёй 293 часть 3 (халатность), и по статье 219 часть 2 УК РФ (нарушение правил пожарной безопасности, приведшее к гибели человека) и назначил ему наказание в виде пяти лет лишения свободы с отбыванием наказания в колонии-поселении. Бывший директор в зале суда был взят под стражу.